# Oliver Rössel
Oliver Rössel (* 10. September 1969) ist ein deutscher Gleitschirmpilot aus Oberstdorf. Nach seiner Ausbildung zum Zahntechniker zog er 1991 vom Rheinland in die Allgäuer Berge. Ab 1998 war er als Mitglied in der deutschen Nationalmannschaft. Heute ist er neben seiner Wettkampfkarriere als Werkspilot für den Gleitschirmhersteller UP tätig und betreut eigene Workshops rund um das Gleitschirmfliegen.

## Die wichtigsten sportlichen Erfolge
- 1993 1. Platz Allgäuer Meisterschaft
- 1994 1. Platz Junior Challenge Deutschland
- 1995 1. Platz Allgäuer Meisterschaft
- 1996 1. Platz Deutsche XC-Meisterschaft im Streckenfliegen
- 1997 1. Platz Bayerische Meisterschaft

2. Platz Deutsche Meisterschaft
- 1998 Mitglied der deutschen Nationalmannschaft

1. Platz Deutsche Meisterschaft
- 1999 1. Platz Bayerische Meisterschaft
- 2000 2. Platz Gleitschirm-Europameisterschaft mit dem deutschen Team
- 2001 2. Platz Gleitschirm-Weltmeisterschaft mit dem deutschen Team
- 2002 1. Platz Deutsche XC-Meisterschaft im Streckenfliegen

1. Platz Deutsche Meisterschaft
2. Platz Europameisterschaft mit dem deutschen Team
- 2003 1. Platz Offene Deutsche Meisterschaft
- 2004 1. Platz Bayerische Meisterschaft

1. Platz Paragliding World Cup
- 2005 2. Platz Weltmeisterschaft mit dem deutschen Team
- 2007 : 1. Platz Offene Deutsche Meisterschaft
- 2008 : 1. Platz Offene Deutsche Meisterschaft
- 2010 : 1. Platz Intern. Deutsche Meisterschaft Serienklasse

| Personendaten    | Personendaten              |
| ---------------- | -------------------------- |
| NAME             | Rössel, Oliver             |
| KURZBESCHREIBUNG | deutscher Gleitschirmpilot |
| GEBURTSDATUM     | 10. September 1969         |